# Koningsvis
De koningsvis (Lampris guttatus) is een veelkleurige zeevis. De vis is een vertegenwoordiger van de familie Lampridae en de orde Lampriformes. Het is de enige vis waarvan bekend is dat hij volledig warmbloedig is.

## Kenmerken
Volwassen vissen zijn gemiddeld 1,2 m, de vis kan een lengte bereiken van 2,0 meter en 270 kg wegen. De vis heeft een donkerblauwe rug, verder groenachtige flanken, een zilverkleurige buik en rode vinnen. Over het hele lichaam zijn er ronde, lichte vlekken. De vinnen zijn sikkelvormig en de kieuwdeksels zijn relatief groot.

## Leefwijze
Het is een solitair levende vis, die overigens wel te vinden is in zwermen met tonijn. De vis voedt zich met pijlinktvissen, blauwe wijting en haring. De vis zelf wordt bejaagd door grote soorten haaien zoals de witte haai en de kortvinmakreelhaai.

### Warmbloedig
De koningsvis is de eerste vissoort waarvan ontdekt is dat deze zijn hele lijf warm houdt. Dit in tegenstelling tot zwaardvis en tonijn, die gedurende korte tijd hun ogen, hersenen of zwemspieren opwarmen tijdens de jacht naar voedsel. Uit onderzoek in 2015 bleek dat de lichaamstemperatuur (gemeten op dieptes variërend van 45 tot 305 meter) gemiddeld 5 °C hoger is dan zijn omgeving. Hierdoor kan deze vis grote afstanden (duizenden kilometers) afleggen en wendbare prooi zoals inktvis bejagen. Peilingen via satelliet wezen uit, dat de gevolgde exemplaren niet vaak naar de oppervlakte kwamen en zich meestal op een diepte tussen 45 en 396 m ophielden.
Tijdens het ontleden van enige exemplaren viel de ingewikkelde wirwar van rode en blauwe bloedvaten in de kieuwen op. De vaten liggen dicht tegen elkaar aan. Warme bloedvaten staan zo warmte af aan koude bloedvaten, voordat de lichaamswarmte via de kieuwen verloren gaat door contact met het koude zeewater. De door de borstspieren opgewekte lichaamswarmte wordt door een dikke vetlaag tussen hart en kieuwen tegen afkoeling beschermd.

## Voorkomen
De koningsvis komt voor in de Atlantische Oceaan, in de Middellandse Zee, in de gematigde zone van de Indische Oceaan en het oosten van de Grote Oceaan van Alaska tot zuid Californië. De koningsvis leeft in de open oceanen meestal op een diepte tussen de 100 en 400 meter.
In de Noordzee en zeker langs de kusten van de Lage Landen is de koningsvis zeer zeldzaam. Aangespoelde exemplaren leveren altijd persberichten op. Tussen 1927 en 1974 zijn drie wetenschappelijk gedocumenteerde strandvondsten bekend.
In augustus 1996 werd op het strand van Terschelling een koningsvis gevonden. Deze vis is overgebracht naar het Centrum voor Natuur en Landschap in West-Terschelling. Hij was bijna een meter lang. In augustus 2002 werd op de afslag van Urk een koningsvis verhandeld die ten westen van Denemarken was gevangen. Dit exemplaar woog 64 kg.